# Agriocoma achatina
Agriocoma achatina är en fjärilsart som beskrevs av Philipp Christoph Zeller 1855. Agriocoma achatina ingår i släktet Agriocoma och familjen plattmalar. Inga underarter finns listade i Catalogue of Life.